# Teaterförlag
Teaterförlag är en särskild sorts litteraturförlag specialiserade på manuskript för teater och scenkonst i olika former. Personerna som leder verksamheten kallas teaterförläggare.

## Om teaterförlag och rättigheter
Teaterförlag finns runt om i världen och fungerar som mellanhand mellan dramatiker och översättare – ibland även librettister, koreografer, kompositörer av teatermusik, musikal, opera, revy, balettverk etc – visavi teatrar, amatörteater, tv och radio. De informerar, marknadsför, skriver och bevakar upphovsrätts– och produktionsrättsavtal med producenter som godkänts att få uppföra sceniska verk eller hörspel inför publik, även översättningar, bearbetningar och filmatiseringar av verk. Dessutom avtalar de och inkasserar ekonomisk ersättning från dessa godkända produktioner. Ett teaterförlag representerar normalt såväl avtalade inhemska som utländska upphovspersoner och får då under löpande avtalstid ensamrätt till att förmedla de avtalade scenverken inom sina geografiska verksamhetsterritorier eller representera vissa upphovspersoner globalt. De har också till uppgift att bevaka att de avtalade verken uppförs på ett godtagbart sätt, utan oacceptabla/icke avtalade förvanskningar eller bearbetningar och kan i sådana fall när som helst stoppa en produktion och föreställningar. 
Vem som helst kan inte självklart räkna med att få tillstånd att uppföra ett sceniskt verk var som helst (undantaget äldre upphovsrättsfria personers verk). utan olika specifika krav kan ställas av olika upphovspersoner i olika sammanhang. Ibland kan ett verk tillåtas för produktion, men rätten till en översättning ägas till exempel av en annan teater, varför en ny översättning måste göras. Vissa verk tillåts endast för produktion av professionella, inte amatörer eller skolor, eller bara av vissa teatrar i större städer osv. Ibland ställer upphovspersonerna extra hårda krav på att alla produktioner av ett verk exakt ska likna originalproduktionen och särskild utvald produktionspersonal måste anställas, såsom med många stora musikaler av Andrew Lloyd-Webber till exempel. 
I vissa fall medverkar teaterförlagen även till publicering av skådespel etc i bokform, ofta i samverkan med ett bokförlag, och på musiksidan samverkar man ofta med musikförlag gällande noter, musikrättigheter etc. Vissa teaterförlag specialiserar sig bara på verk för till exempel privatteater eller amatörteater eller musikdramatik, medan andra är mer varierade.

## Historik
Världens första upphovsrättslagstiftning för skydd och reglering av kulturella upphovspersoners rättigheter skapades i samband med Franska revolutionen i Frankrike 1791. De organiserade teaterförlagen började dyka upp under den första halvan av 1800-talet och till de äldsta och främsta räknas Samuel French med rötterna från 1830 i USA och England. I Norden kan Folmer Hansen Teaterförlag räknas som det äldsta, grundat i Köpenhamn 1897 och flyttat till Stockholm 1965. Störst i Norden är Nordiska AsP i Köpenhamn.
Trots ett flertal teaterförlag kan vissa upphovspersoner och verk hamna utanför förlagens intressesfär. För att fylla en kompletterande funktion skapade Sveriges Dramatikerförbund 1997 en ny förmedling, DramaDirekt, inte minst för fria teatergruppers repertoar. Vissa upphovspersoner har valt att själv huvudsakligen förlägga sin produktion, såsom Lars Norén och Andrew Lloyd-Webber.